# Echinerpeton
 (octobre 2018).
Si vous disposez d'ouvrages ou d'articles de référence ou si vous connaissez des sites web de qualité traitant du thème abordé ici, merci de compléter l'article en donnant les références utiles à sa vérifiabilité et en les liant à la section « Notes et références ».
Echinerpeton intermedium
Genre
Genre
Echinerpeton est un genre éteint de synapsides, dont la seule espèce connue, Echinerpeton intermedium, date du Carbonifère supérieur, et a été découverte en Nouvelle-Écosse, au Canada.
Avec son contemporain Archaeothyris, Echinerpeton est le plus ancien synapside connu, ayant vécu il y a 308 millions d'années.

## Description
Il est connu de six petits fossiles fragmentaires, qui ont été trouvés dans un affleurement du groupe Morien près de la ville de Florence (Nouvelle-Écosse).
Le spécimen le plus complet préserve les vertèbres articulées avec des épines neurales élevées, indiquant que Echinerpeton était un synapside avec un dos portant une voile comme les célèbres Dimetrodon, Sphenacodon et Edaphosaurus.

## Classification
Cependant, la relation entre Echinerpeton et ces autres formes n'est pas claire, et son positionnement phylogénétique parmi les synapsides basaux demeure incertain.